# Габріель Михалич
Габріель Михалич (1 вересня 1902 — 31 жовтня 1982) — чехословацький політик українського (або русинського) походження, депутат Тимчасових Народних Зборів від Української Національної Ради Пряшівщини.

## Життєпис
У 1945–1946 роках був депутатом Тимчасових Народних Зборів від Української Національної Ради Пряшівщини. Він залишався в парламенті до парламентських виборів 1946 року.

### Зовнішні посилання
- Габріель Михалич у парламенті